# Balyun
Balyun (tiếng Ả Rập: بليون) là một ngôi làng Syria nằm ở Ihsim Nahiyah ở huyện Ariha, Idlib. Theo Cục Thống kê Trung ương Syria (CBS), Balyun có dân số 6030 trong cuộc điều tra dân số năm 2004.